# Margaretha Sandra
Margaretha Sandra, född 1 juli 1629 i Middelburg, död 21 juni 1674 i Aardenburg, Zeeland, är känd som hjältinnan i belägringen av Aardenburg.  
Dotter till Jean Sandra (f. 1605) och Cornelia van Acker Dyck. Den 25 och 26 juni 1672 attackerades den lilla fästningsstaden Aardenburg - 186 civila och 40 soldater - av franska armén under två nätter i rad. Kvinnorna i staden klädde ut sig till män och bemannade fästningarna för att ge fienden intrycket att det fanns fler soldater där än vad som var fallet. De lyckades försvara staden tills förstärkning kom utan ett enda dödsfall. Sandra tillverkade ammunition av de halvsmälta silverföremål som räddades ur ett brinnande hus. Hon har sedan nämnts som exempel på de många kvinnor som deltog i försvaret. Redan i sin samtid var historien berömd.